# Hellyethira spinosa
Hellyethira spinosa är en nattsländeart som beskrevs av Wells 1990. Hellyethira spinosa ingår i släktet Hellyethira och familjen smånattsländor. Inga underarter finns listade i Catalogue of Life.